# Studen izwor
Studen izwor (bułg. Студен извор) – wieś w Bułgarii, w obwodzie Pernik, w gminie Tryn. Według Ujednoliconego Systemu Ewidencji Ludności oraz Usług Administracyjnych dla Ludności 15 marca 2015 roku miejscowość liczyła 10 mieszkańców.
27 października 1878 roku we wsi urodził się Stamen Grigorow, bułgarski lekarz, bakteriolog, odkrywca bakterii Lactobacillus bulgaricus, która powoduje fermentację bułgarskiego jogurtu.
W centrum wioski znajduje się Muzeum kiseła mlaka (bułgarskiego zsiadłego mleka). Znajduje się tu także cerkiew św. Piotra i Pawła z 1880 roku.